# Terror of the Autons
Terror of the Autons (La terreur des Autons)  est le cinquante-cinquième épisode de la première série de la série télévisée britannique de science-fiction Doctor Who. Premier épisode de la 8e saison, il a été diffusé en quatre parties, du 2 au 23 janvier 1971. Il fait figurer pour la première fois Roger Delgado dans le rôle de l'ennemi récurrent du Docteur, le Maître, et Katy Manning dans le rôle de Jo Grant.

## Accroche
Le Docteur est prévenu par un Seigneur du Temps que son ennemi juré, Le Maître, est présent sur Terre et essaiera de le tuer. Ayant pris possession d'une usine de plastique, il tente de produire des Autons. Le Docteur, accompagné de sa nouvelle assistante Jo, essaye d'arrêter le Maître et espère profiter de cette opportunité pour réparer son TARDIS...

## Distribution
- Jon Pertwee — Le Docteur
- Katy Manning — Jo Grant
- Nicholas Courtney - Brigadier Lethbridge-Stewart
- Roger Delgado — Le Maître
- Richard Franklin – Mike Yates
- John Levene – Sergent Benton
- David Garth – Le Seigneur du Temps
- Michael Wisher – Rex Farrel
- Stephen Jack – Farrel Sénior.
- Barbara Leake – Mrs. Farrel
- Harry Towb – McDermott
- Christopher Burgess – Professor Phillips
- Frank Mills – Le chef du radio-télescope
- Andrew Staines – Goodge
- Dermot Tuohy – Brownrose
- John Baskcomb – Rossini
- Roy Stewart – L'homme fort
- Dave Carter – Assistant du musée
- Bill McGuirk – Policier
- Pat Gorman – Chef des Autons
- Terry Walsh – Policier Auton
- Hayden Jones – Voix des Autons
- Norman Stanley - Réparateur de téléphone

## Résumé
Le Maître arrive sur Terre au cirque Rossini, lieu où il réussit à garer son TARDIS caché sous la forme d'une caravane de cirque. Après avoir hypnotisé le directeur du cirque, le Maître parvient à voler un des polyèdres de la conscience Nestene et parvient, en prenant la tête d'un gigantesque radiotélescope, à envoyer un signal vers l'espace. Pendant ce temps, le Docteur semble assez mécontent que le Brigadier lui assigne une fille totalement inexpérimentée, Joséphine Grant. Ayant appris le vol de l'unité de Nestène et le saccage du télescope, il accepte néanmoins son aide temporaire. En se rendant au télescope, il rencontre un seigneur du Temps accoutré en gentleman anglais et venu le prévenir du danger de l'arrivée du Maître. 
Au même moment, le Maître réussit à manipuler Ferell, le fils d'une usine de poupée locale afin de pouvoir construire des Autons. Alors qu'elle enquête sur l'usine, Jo est repérée par le Maître qui l'hypnotisera de sorte qu'elle apporte une mallette piégée et l'ouvre devant le Docteur. Celui-ci s'en apercevra à temps et la jettera par la fenêtre. Encore sous le choc de l'hypnose, la jeune femme ignore toujours où et à quel moment le Maître l'a hypnotisée. UNIT semble avoir retrouvé un scientifique hypnotisé par le Maître au cirque Rossini, mais alors qu'il enquête là-dessus, le Docteur se fait arrêter et interroger par le directeur du cirque. Secourus par Jo, ils sont attaqués par les employés du cirque et parviennent à s'enfuir dans une voiture de police, qui se révélera être pilotée par un Auton. 
Ils s'échappent de la voiture et sont récupérés par le Brigadier et le Capitaine Yates. À travers le pays, des jonquilles en plastique sont distribuées par les Autons et cause de nombreux morts. Pendant ce temps, le Maître, déguisé en technicien téléphonique, réussit à installer un dispositif dans le laboratoire du Docteur. À l'usine de plastique dorénavant vide, le Docteur et le Brigadier tombent sur une jonquille en plastique avant de se faire attaquer par un Auton. De retour au QG, ils apprennent que Jo s'est fait attaquer par une poupée Auton, puis le Docteur est agressé par les fils de son téléphone, manipulés par le Maître.
Le Docteur et Jo découvrent que les jonquilles sont programmées pour lancer un liquide plastique qui étouffera la population lorsqu'un signal sonore les aura activées. Alors que le Brigadier et ses hommes tentent de bombarder la zone du radiotéléscope, le Maître vient au QG expliquer son plan au Docteur avant de le tuer : il s'agit de provoquer la mort de 400.000 personnes à travers le pays afin de semer le chaos ce qui permettra aux Nestene d'envahir plus facilement l'Angleterre. Il prend Jo et le Docteur en otage et les emmène au radio-télescope. Là bas, le Docteur explique au Maître qu'une fois arrivés sur Terre, les Autons ne feront pas la différence entre lui et un être humain normal et celui-ci l'aide à repousser l'invasion.
Le Docteur ayant pris le circuit de dématérialisation du TARDIS avec lui, le Maître s'enfuit, toujours prisonnier sur Terre.

## Continuité
- Au début de l'épisode, il est suggéré qu'il ne s'est écoulé que quelques mois depuis l'épisode précédent. Le Docteur fait référence à Liz Shaw, son assistante durant la saison 7, qui serait retournée à Cambridge, ce qui explique sa disparition de la série.
- Cet épisode voit le retour des Autons, déjà apparus dans « Spearhead from Space. » Ils ne réapparaîtront pas avant la nouvelle série dans l'épisode « Rose. »
- Le Maître fait sa première apparition dans la série, il servira d'ennemi pour toute la saison et continuera de faire des apparitions récurrentes. C'est aussi la première fois qu'on le voit éliminer un homme, en l'étouffant avec un compresseur à plastique.
- Jo Grant, la nouvelle assistante du Docteur, apparaît aussi pour la première fois, ainsi que le capitaine Mike Yates. Si Jo apparaît au premier abord comme inutile au Docteur car n'y connaissant rien en sciences, elle s'y connaît néanmoins en cryptologie, en crochetage et en explosifs.
- Lorsque le Seigneur du Temps apparaît devant le Docteur, on entend le bruit d'une matérialisation de TARDIS. De plus, on apprend que le TARDIS "Mark II" du Maître a des éléments non compatibles avec le "Mark I" du Docteur, une chose dont on avait déjà entendu parler dans « The Time Meddler ».
- L'épisode se déroule dans la ville fictive de Tarminster. En 2008, dans un épisode de la série spin-off de Doctor Who The Sarah Jane Adventures, « The Mark of the Berserker », Sarah Jane Smith se rend dans un hôpital situé dans cette ville. Tarminster est mentionnée aussi sur le site web d'Harold Saxon[1].
- Devant le directeur de cirque, le Docteur tente d'utiliser son avatar habituel de "John Smith" mais il n'est pas cru, chose qui apparaît également dans les épisodes "Un passager de trop" et "Inferno".
- Le Docteur et le Maître réussissent à éloigner les Autons "en renversant la polarité", une façon de faire qui reste la marque de fabrique du troisième Docteur.